# Amfiteátr v Arles
Amfiteátr v Arles (francouzsky: Arènes d'Arles) je starořímský amfiteátr ve francouzském městě Arles. Byl postaven v roce 90 a pojal tehdy více než 20 000 diváků. Ve starověku se v něm konaly hlavně závody vozatajů a zápasy gladiátorů. Budova měří 136 metrů na délku a 109 metrů na šířku. Má 120 oblouků. Oválná aréna je obklopena arkády na dvou úrovních, tribunami a systémem galerií. Má odvodňovací systém a schodiště pro rychlý únik davu. S pádem Západořímské říše v 5. století se amfiteátr stal útočištěm pro obyvatelstvo a byl přeměněn na pevnost se čtyřmi věžemi, které se také dochovaly (krom jižní věže). Ve středověku bylo uvnitř amfiteátru postaveno více než 200 obytných domů a dvě kaple. Zástavba uvnitř arény vydržela až do 19. století. V roce 1825 přišel spisovatel Prosper Mérimée s iniciativou, aby stavba byla uvedena do starověké podoby a stala se národní kulturní památkou. V roce 1826 začalo vyvlastňování a bourání domů, které skončilo v roce 1830. V současné době se aréna užívá pro býčí zápasy během festivalu Feria d'Arles a v létě se zde konají i koncerty a divadelní představení. V roce 1981 byl amfiteátr zapsán na seznam Světového dědictví UNESCO, spolu s dalšími římskými a středověkými budovami města, a to v rámci položky Římské a románské památky Arles.